# آئودی اس۶

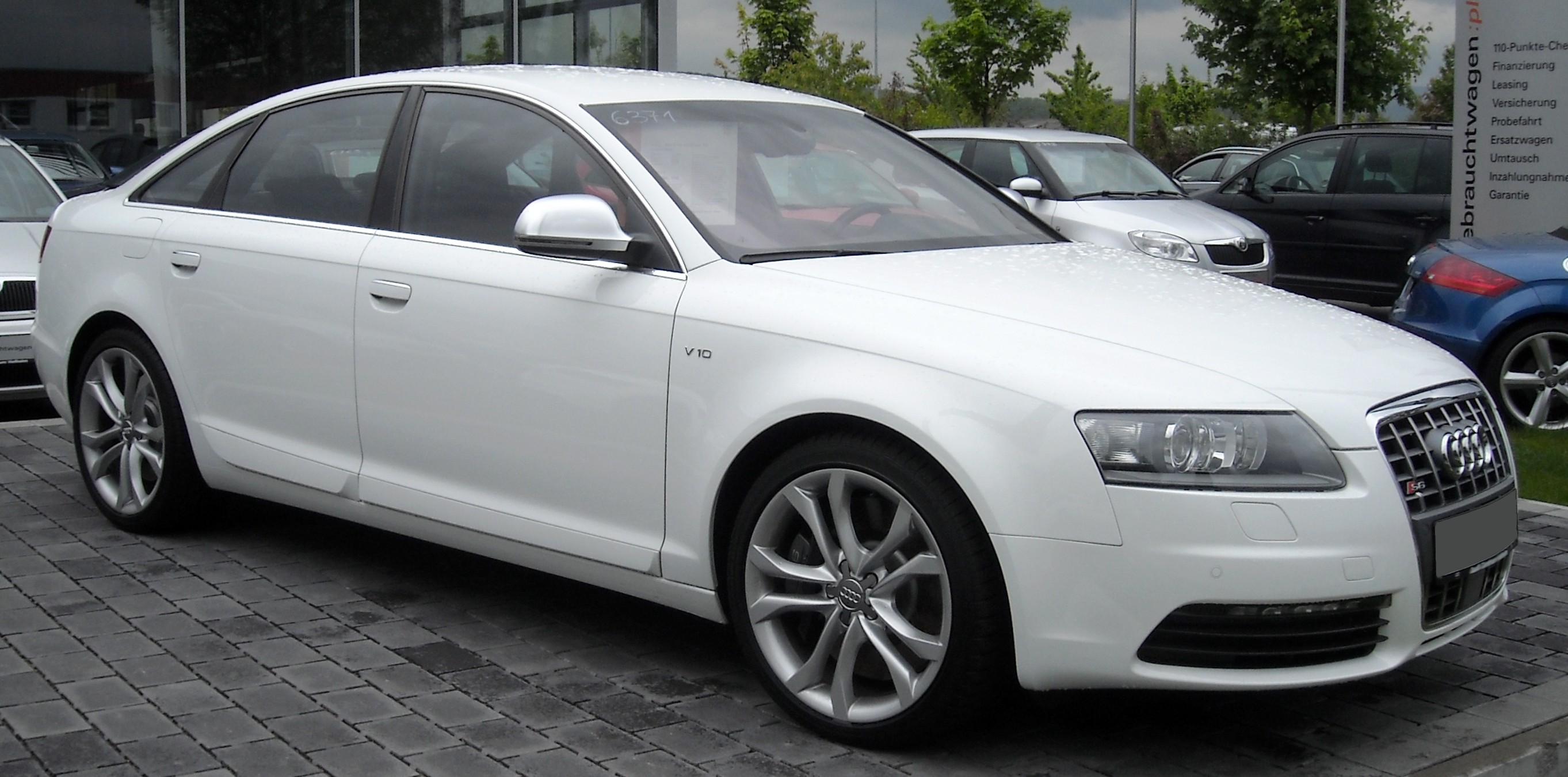

آئودی اس۶ (Audi S۶) خودرویی است که از سال C۴: ۱۹۹۴ تا ۱۹۹۷، C۵: ۱۹۹۹ - ۲۰۰۳،
C۶: ۲۰۰۶ - کنون در آلمان تولید شده‌است. طراحی آن موتور جلو، خودرو چهار چرخ محرک بوده است. 

## نگارخانه

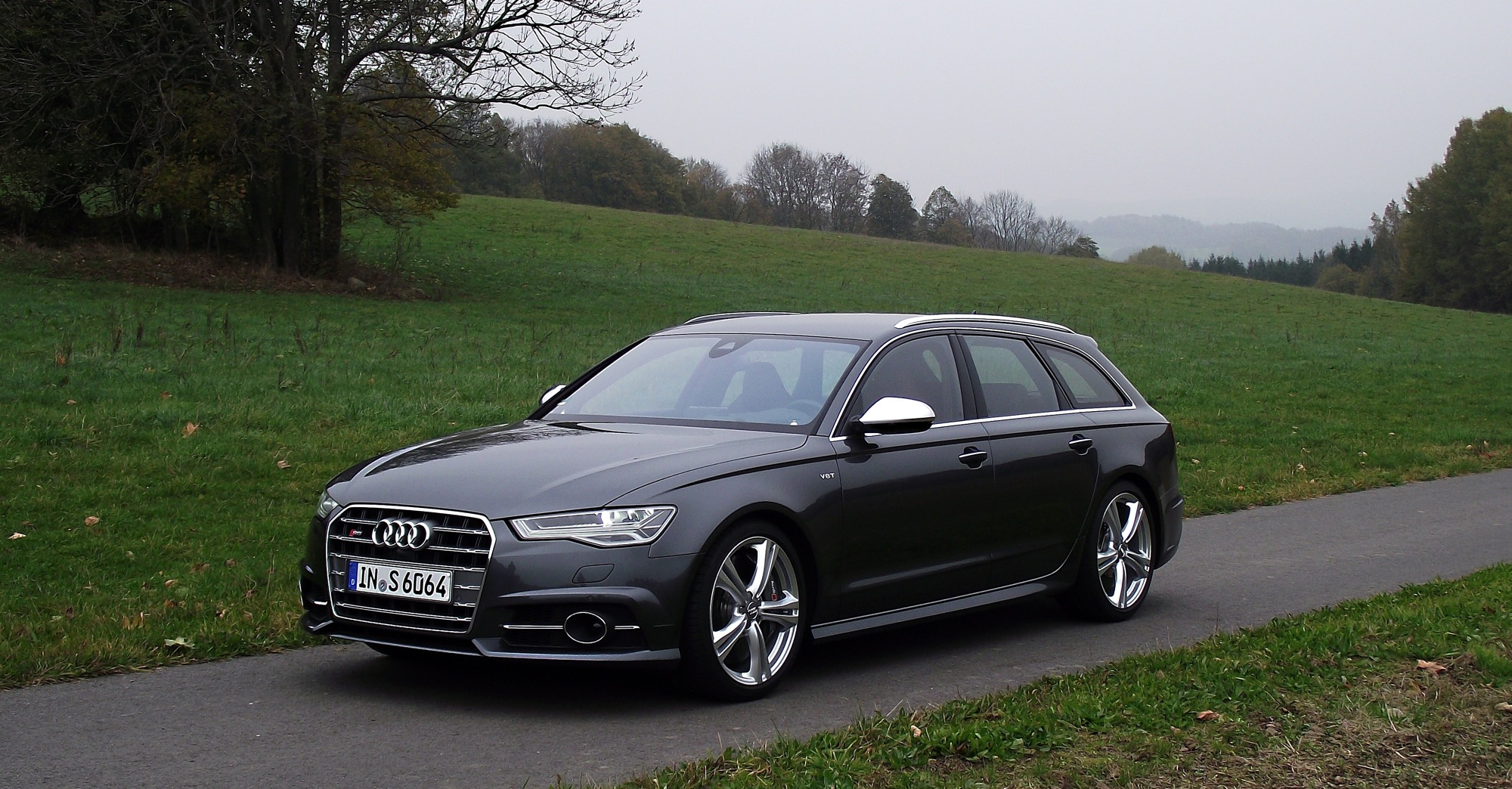
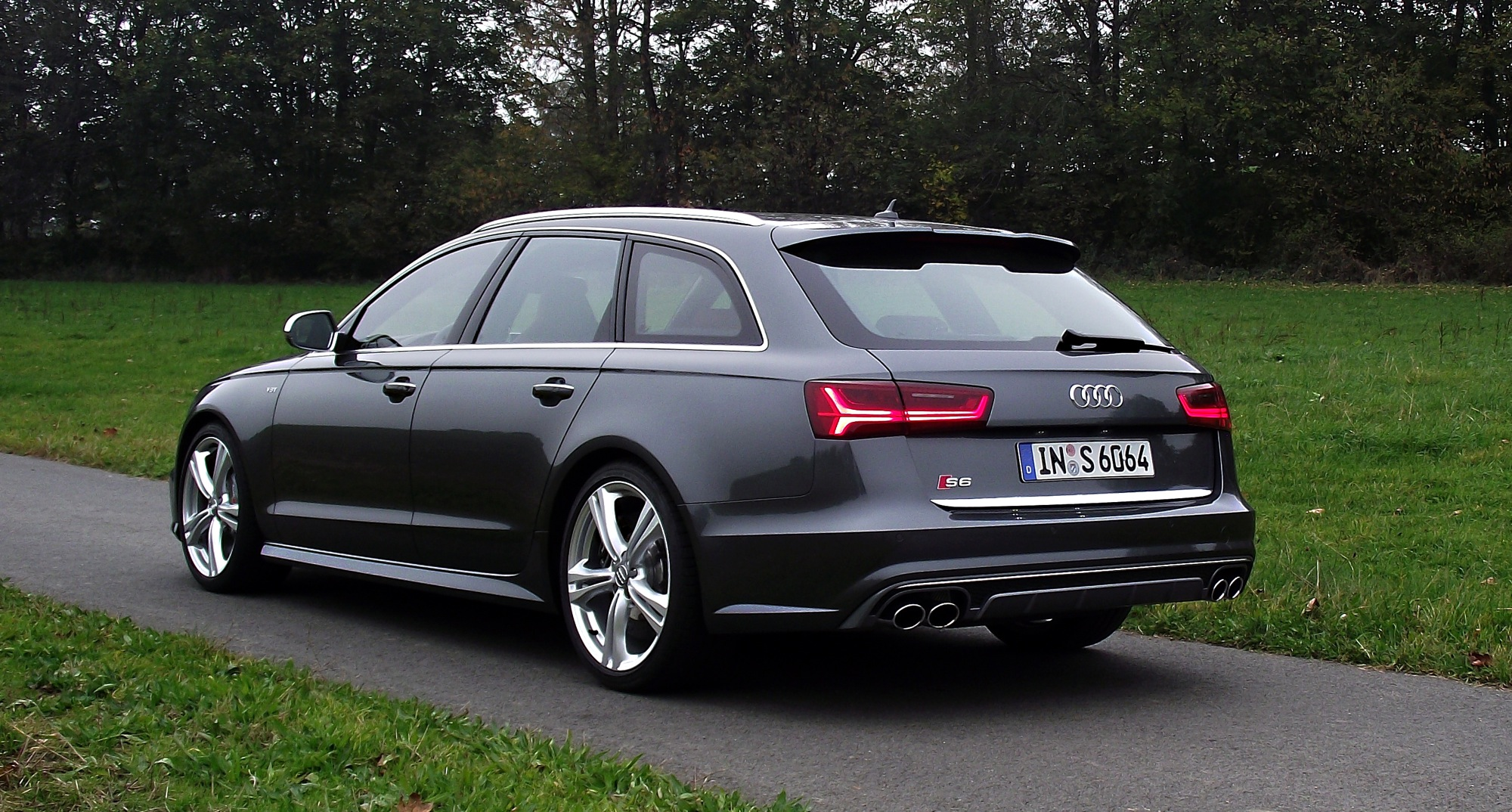
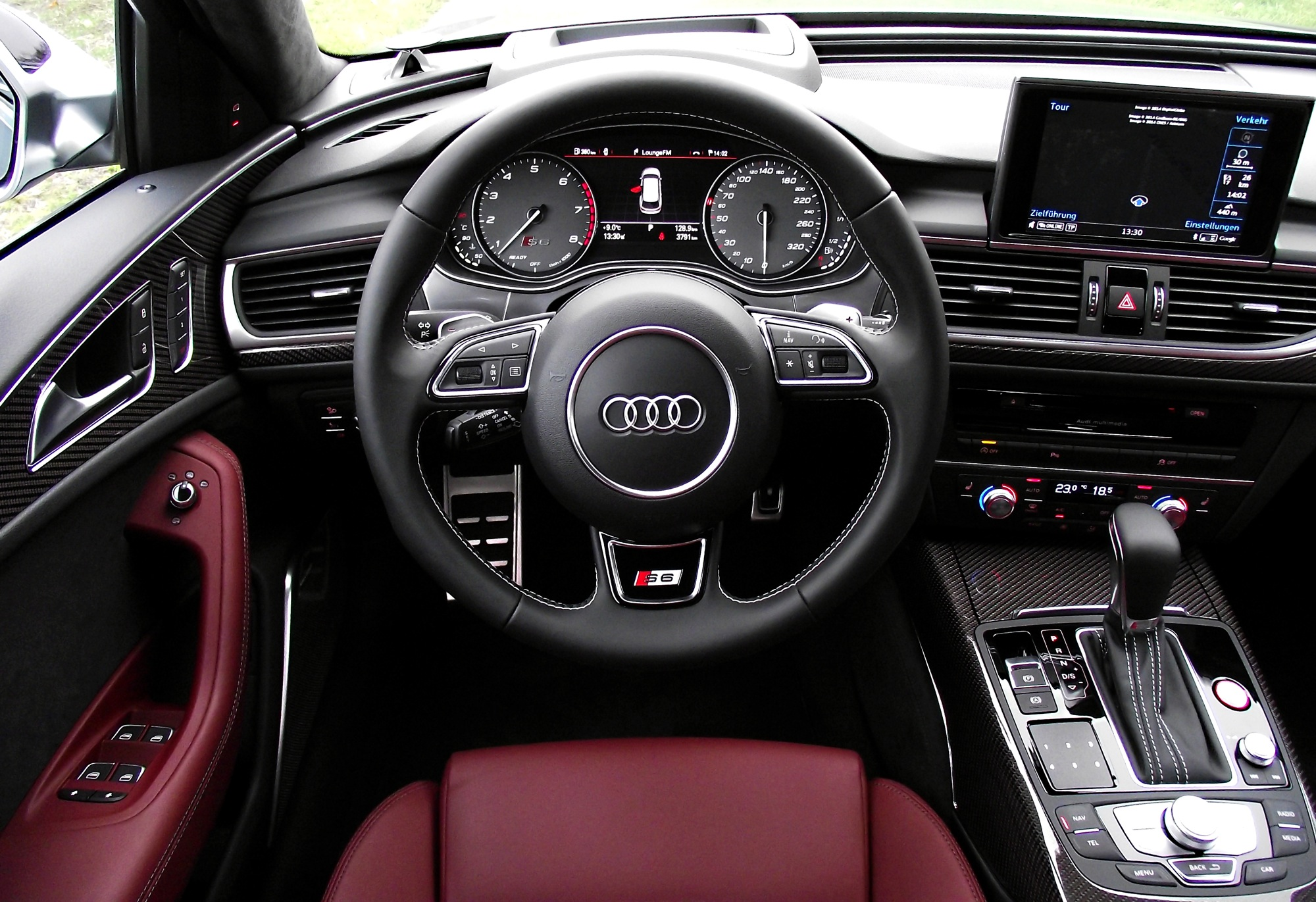
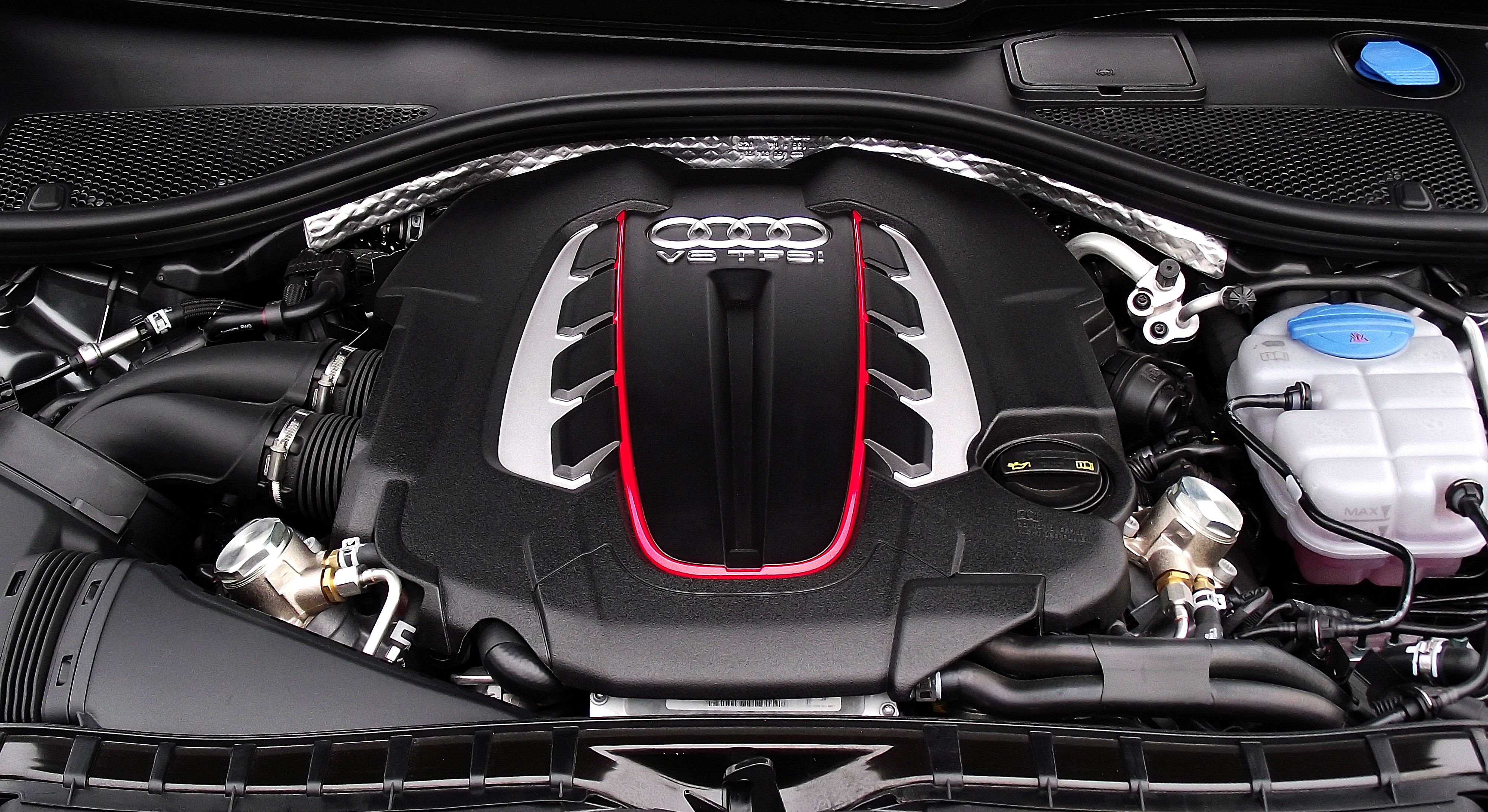